# Middle Cape
Middle Cape is een dorp in de Canadese provincie Nova Scotia. Het is gelegen op het Cape Bretoneiland en maakt deel uit van de gemeente Cape Breton.